# Сутјеска (река)
Сутјеска је лева притока Дрине која највећим делом протиче кроз истоимени национални парк на подручју Општине Фоча. Њена укупна дужина је 36 km. Површина слива износи 322 km. Припада Црноморском сливу.

## Ток Сутјеске
Извире испод врха Власуља на планини Волујак на надморској висини од 1520 метара. У горњем току тече на северозапад, у средњем на североисток, а у доњем на исток. Утиче у Дрину код села Космана на надморској висини од 437 метара. Њен просечан пад износи 30,1 промила. Сутјеска тече кроз узану и дубоку долину чије су стране већим делом пошумљене. Између планине Товарнице и Волујка прелази у клисуру са странама које се скоро вертикално дижу до 1.000 метара изнад реке. Има неколико проширења са мањим насељима Суха, Тјентиште, Попов Мост и Ћурево. Због великог пада од 1.037 метара врло је брза и располаже са око 20.000 kWh хидроенергије. Десне су јој притоке Сушки поток и Перућица (са водопадом високим 71 метара), а леве Трлоришница, Клобучарица, Јабушница, Усовички поток и Хрчавка.
Између долине Сутјеске и западних огранака Маглића простире се прашума Перућица са површином од 1434 ha, која представља јединствени шумски резерват у Европи. Законом који је 1962. године прогласила Народна скупштина СР БиХ у ондашњој ФНРЈ, шире подручје Сутјеске у површини од 17.500 ha проглашено је националним парком. Данас је то Национални парк Сутјеска који је Народна скупштина Републике Српске прогласила природним и јавним добром Републике Српске и чијом се заштитом и управом бави Министарство пољопривреде, шумарства и водопривреде Републике Српске.

## Историја
Крајем маја 1943. године, Сутјеска је код Тјентишта била поприште битке за време Пете непријатељске офанзиве. Та је битка остала упамћена под називом битка на Сутјесци. Године 1973 снимљен је филм Сутјеска у режији Стипе Делића. Филм је снимљен поводом тридесетогодишњице битке на Сутјесци.